# Кривани
Кривани (слч. Krivany) насељено је мјесто са административним статусом сеоске општине (слч. obec) у округу Сабинов, у Прешовском крају, Словачка Република.

## Становништво
| Година:    | 1994. | 2004.   | 2014.   | 2024.   |
| ---------- | ----- | ------- | ------- | ------- |
| Број људи: | 1061  | 1136    | 1222    | 1281    |
| Разлика:   |       | +7,06 % | +7,57 % | +4,82 % |

| Година:    | 2023. | 2024.   |
| ---------- | ----- | ------- |
| Број људи: | 1265  | 1281    |
| Разлика:   |       | +1,26 % |

Према подацима о броју становника из 2011. године насеље је имало 1.225 становника.